# Cucina norvegese

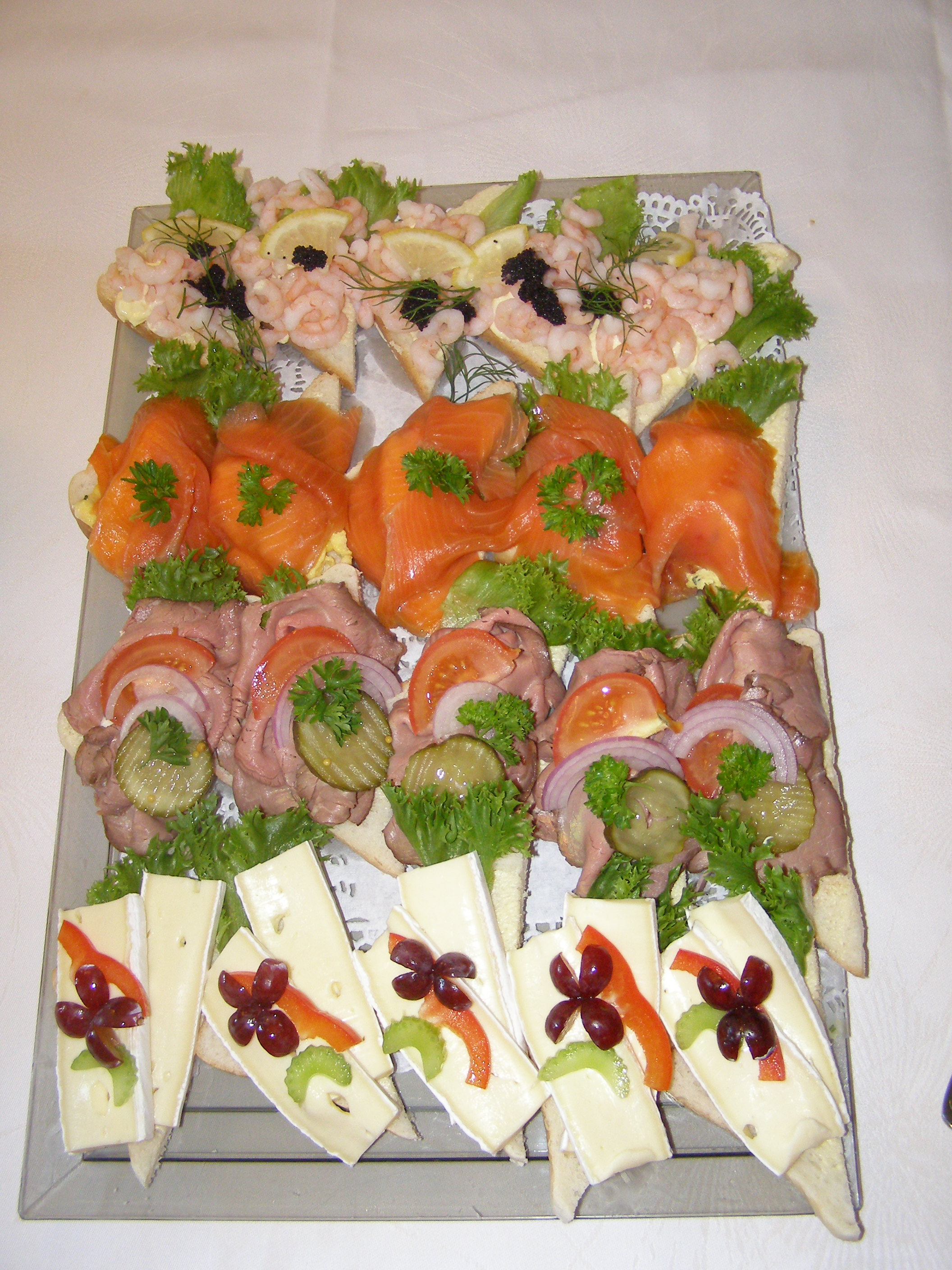
Smørbrød norvegese.

La cucina norvegese è l'espressione dell'arte culinaria sviluppata in Norvegia.

## Piatti tipici

### Pesce
La ricchezza ittica del paese rende la Norvegia uno dei più grandi esportatori di pesce a livello mondiale. Sotto questo aspetto il salmone norvegese è particolarmente rinomato.
Per questo motivo, il pesce è entrato nelle abitudini alimentari norvegesi, tanto da essere consumato fino a quattro volte alla settimana. Viene preparato grigliato, affumicato, marinato o cotto al vapore. Tra i piatti più comuni vi è lo gravlaks e il rakfisk, una trota fermentata.
Tale prodotto è il protagonista dello Smørbrød.

### Carni
L'agnello è l'animale maggiormente allevato ed ha la caratteristica di avere un basso contenuto di grassi.
 Con questa materia prima viene cucinato il fårikål, considerato il piatto nazionale: uno stufato in cui la carne viene accompagnata dal cavolo. La carne viene utilizzata anche per produrre delle salsicce affumicate, si sviluppano anche allevamenti per lo più di bovini 
denominati morr. Nel Vestlandet, soprattutto nella cittadina di Voss, è anche diffuso il cosiddetto smalahove, una testa di pecora affumicata.

### Latticini
In ambito caseario degno di nota è il formaggio di capra geitost: un formaggio affumicato dal sapore dolce, molto simile al burro d'arachidi.
Il pultost è invece un formaggio a base di latte crudo vaccino e aromatizzato di semi di cumino. La Norvegia conta inoltre molti formaggi fra cui il Gamalost, il Geitost e il Kraftkar, che è stato decretato come il miglior formaggio al mondo durante i World Cheese Awards del 2016.

### Dolci
Fra i dolci vi è il valnøtt lukket, una torta a base di marzapane, sovrastata da panna montata.

### Alcolici
Vino, superalcolici e birra ad alta gradazione si possono acquistare solo presso i Vinmonopolet - negozi speciali di proprietà dello stato situati nelle maggiori città. La birra può invece essere acquistata al supermercato, ma solo fino a una certa ora del giorno. Questo orario varia di luogo in luogo ma per legge non può superare le 20.00 nei giorni infrasettimanali e le 18.00 il sabato e i giorni pre-festivi. L'unica eccezione è il giorno precedente alla festa dell'Ascensione, che viene considerato infrasettimanale. Di domenica, durante le festività e le elezioni o i referendum, gli alcolici non possono essere venduti nei negozi, né il 1° e il 17 maggio. Per le birre con una gradazione alcolica inferiore a 2,5° non ci sono limiti di vendita.

### Altri alimenti
Molti norvegesi considerano un piatto tipico la pizza surgelata Grandiosa.